# Passerelle de Quintin
La passerelle de Quintin a été construite par Louis Harel de la Noë pour les chemins de fer des Côtes-du-Nord. Située à Quintin, elle fut utilisée par la ligne Quintin - Rostrenen.
Caractéristiques :
- Longueur : 288 m
- 63 travées de 3,90 m

Cette passerelle a été détruite pour laisser place à l'avenue du Général-De-Gaulle.